# Lisa Hugoson
Ulla Maria Elisabet "Lisa" Hugosson, född 16 juli 1956 i Älvdalen, är en svensk skådespelare, regissör och teaterchef.

## Biografi
Hugoson gick ut Statens scenskola i Stockholm 1978 i samma klass som bland andra Lennart R Svensson, Ralph Carlsson och Lena T Hansson. Hon tog över posten som chef för Dalateatern 2013 efter Gugge Sandström. Hon arbetade tidigare vid Riksteatern.

## Filmografi
- 1981 – Operation Leo
- 1983 – Andra dansen
- 1985 – 1985. Vad hände katten i råttans år?
- 1985 – Ackord
- 1986 – Gösta Berlings saga (TV-serie)
- 1986 – Hövdingen (TV-serie)
- 1990 – Apelsinmannen (TV-serie)

## Teater

### Roller
| År   | Roll   | Produktion                                                             | Regi         | Teater    |
| ---- | ------ | ---------------------------------------------------------------------- | ------------ | --------- |
| 1990 | Juliet | Romeo och Juliet (The Tragedy of Romeo and Juliet) William Shakespeare | Finn Poulsen | Unga Riks |